# Downey (Californië)
Downey is een stad in de Amerikaanse staat Californië en telt 107.323 inwoners. Het is hiermee de 212e stad in de Verenigde Staten (2000). De oppervlakte bedraagt 32,1 km², waarmee het de 231e stad is.

## Demografie
Van de bevolking is 11 % ouder dan 65 jaar en bestaat voor 19,1 % uit eenpersoonshuishoudens. De werkloosheid bedraagt 3,9 % (cijfers volkstelling 2000).
Ongeveer 57,9 % van de bevolking van Downey bestaat uit hispanics en latino's, 3,8 % is van Afrikaanse oorsprong en 7,7 % van Aziatische oorsprong.
Het aantal inwoners steeg van 91.478 in 1990 naar 107.323 in 2000.

## Klimaat
In januari is de gemiddelde temperatuur 14,6 °C, in juli is dat 23,5 °C. Jaarlijks valt er gemiddeld 375,2 mm neerslag (gegevens op basis van de meetperiode 1961-1990).

## Plaatsen in de nabije omgeving
De onderstaande figuur toont nabijgelegen plaatsen in een straal van 8 km rond Downey.

## Geboren in Downey
- "Weird Al" Yankovic (1959), Amerikaans muzikant
- Wayne Rainey (1960), motorcoureur
- James Hetfield (1963), zanger en slaggitarist van Metallica
- Dan Henderson (1970), voormalig vechtsporter
- Donavon Frankenreiter (1972), singer-songwriter en surfer
- Alanna Ubach (1975), (stem)actrice
- Kyle Davis (1978), acteur
- Aimee Teegarden (1989), model, actrice en producent